# アリョーナ・ランスカヤ
アリョーナ・ランスカヤ（ロシア語: Алёна Ланская）またはアレーナ・ランスカヤ（ベラルーシ語: Алена Ланская、1985年9月7日-）は、ベラルーシの歌手である。2011年にヴィーツェプスク・スラヴャンスキー・バザールに優勝した。2013年にスウェーデンのマルメで開催されるユーロビジョン・ソング・コンテスト2013のベラルーシ代表に選出される。

## 来歴
マヒリョウ（モギリョフ）で生まれ育ち、マヒリョウ経済専門学校にて金融実務を学び、その後マヒリョウ・ベラルーシ・ロシア大学を卒業する。幼い頃より歌唱に関心を示し、多数の地方あるは国内の音楽大会への参加を続ける。
2005年にヴィーツェプスクで開催された音楽祭・スラヴャンスキー・バザールの中で行われたベラルーシ全国放送の「ベラルーシの歌2005」に参加して『Тише-тише』を歌い、視聴者投票に基づき「銀の蓄音機」賞を受賞した。2008年には『Подарил мне рассвет』が初めてのビデオ・クリップとなった。2008年にはブルガリアの音楽コンテスト「サランデフ（Сарандев）」にて楽曲『Don’t Lie』が表彰される。翌2009年にはロシアの「ヨーロッパ・カップ2009（Кубок Европы-2009）」にて優勝、同年「Everybody Get Up」は10週にわたってラジオ局ユニスタル（Юнистар）のチャートに入った。
2010年にはバンド「White Russia」として発表した楽曲「Supersensual love」にて「黄金の耳（Золотое ухо）」ラジオ賞を受賞する。2010年に若手歌手を対象とする国際的な音楽大会・Atlantic Breeze 2010にて「Life is Ok!」を歌って優勝、同曲のビデオ・クリップも作成された。

### ユーロビジョン・ソング・コンテスト2012
2011年12月21日、ユーロビジョン・ソング・コンテスト2012のベラルーシ代表を選出するEurofest2012の決勝に進出、2012年2月14日に「All My Life」を歌い優勝を果たし、アゼルバイジャンのバクーで開催される同大会のベラルーシ代表となることが決まった。
しかし2月24日、プロデューサーが視聴者投票の結果を操作したとの噂に基づき、ベラルーシ大統領アレクサンドル・ルカシェンコがただちに調査を指示、ランスカヤの優勝は「不当」であると決定された。これによって、ユーロビジョン2012のベラルーシ代表の座は、Eurofest2012で2位であったライトサウンドのものとなった。

### ユーロビジョン・ソング・コンテスト2013
2012年11月、前年はかなわなかったユーロビジョン・ソング・コンテストへの参加を目指して、楽曲『Rhythm of Love』で再度Eurofestに挑戦する。12月7日に決勝を迎えたEurofest2013にて、視聴者票、審査員票ともに最高得点を得て優勝を果たし、2013年にスウェーデンのマルメで開催されるユーロビジョン・ソング・コンテスト2013のベラルーシ代表となることが決まった。

## 画像

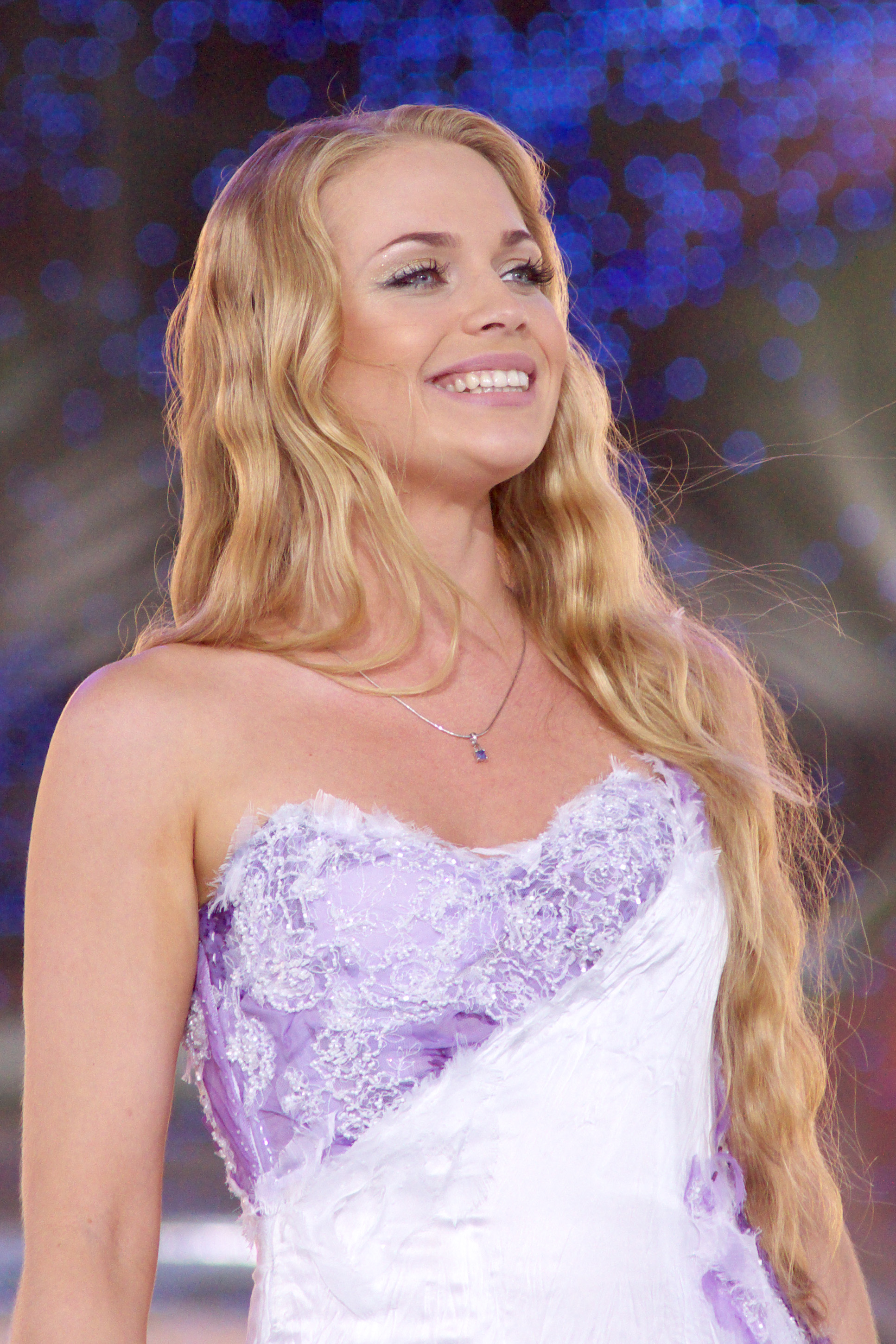
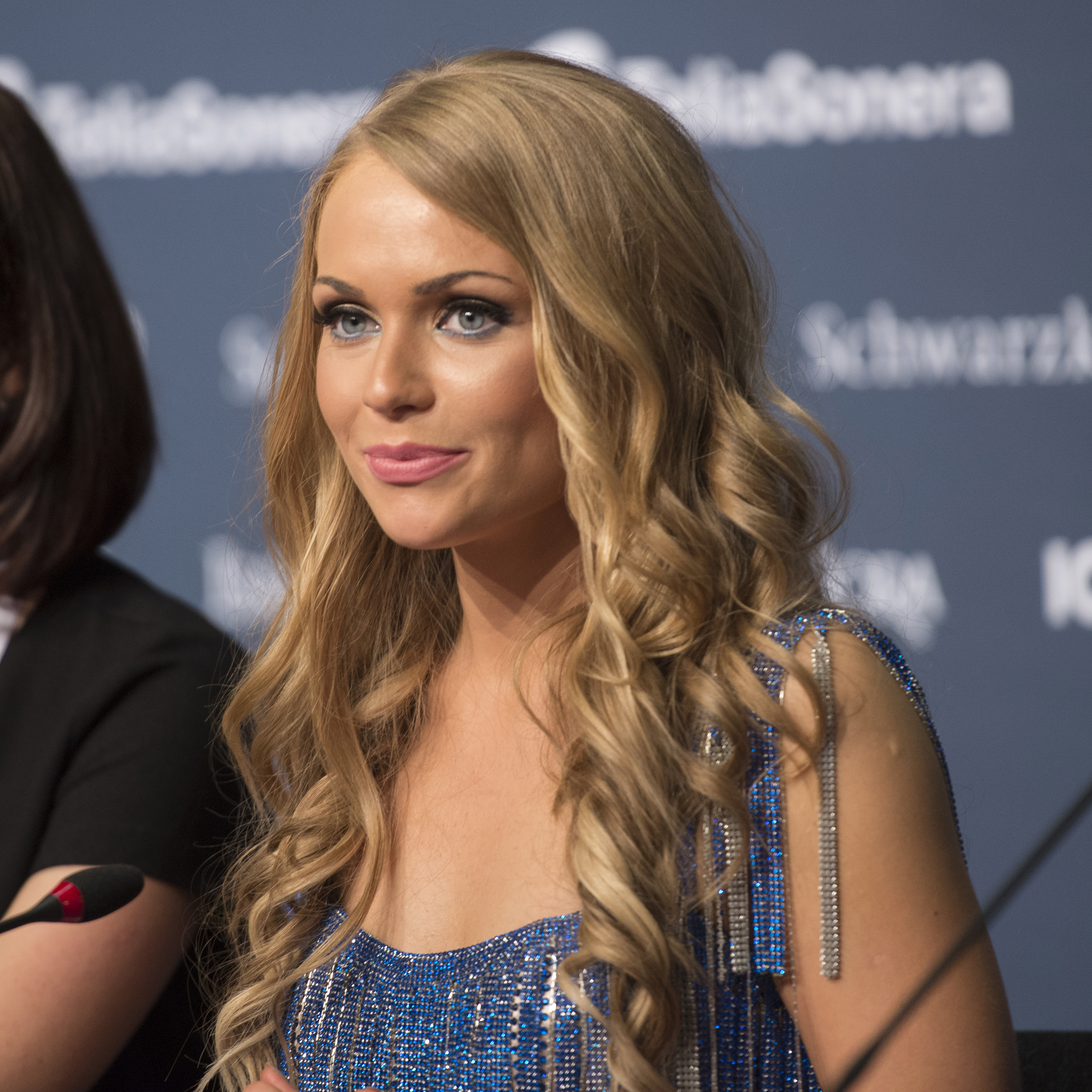
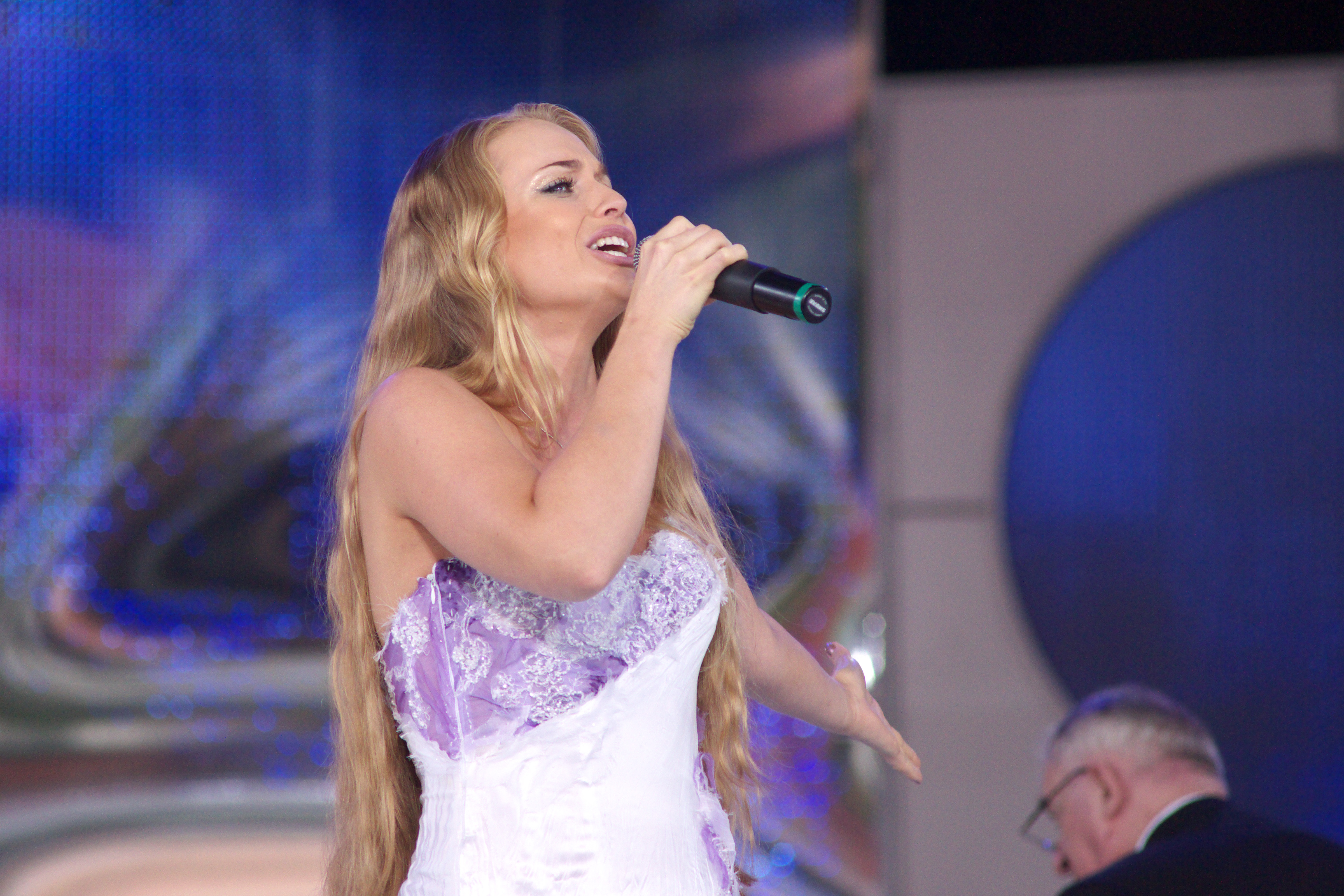
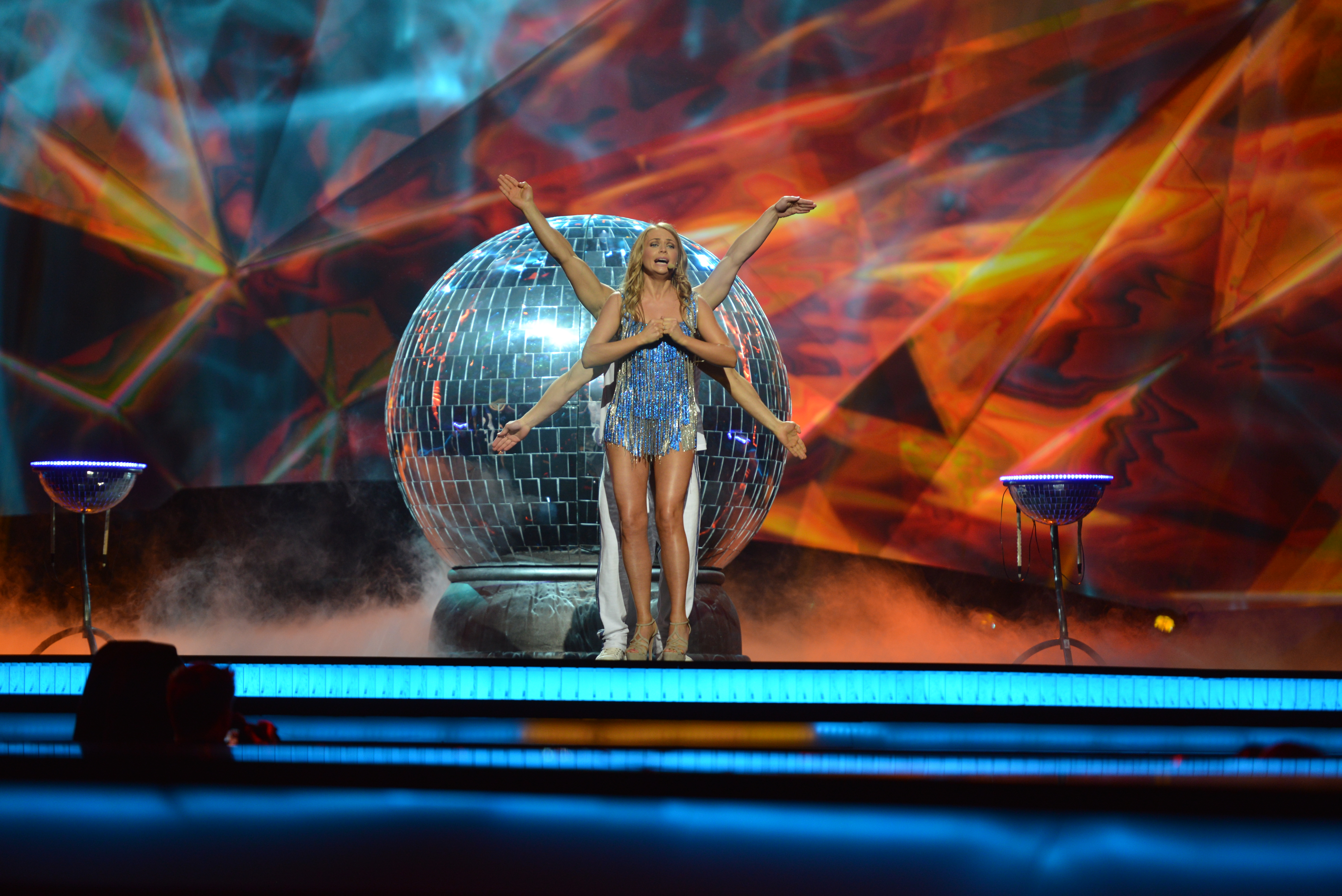
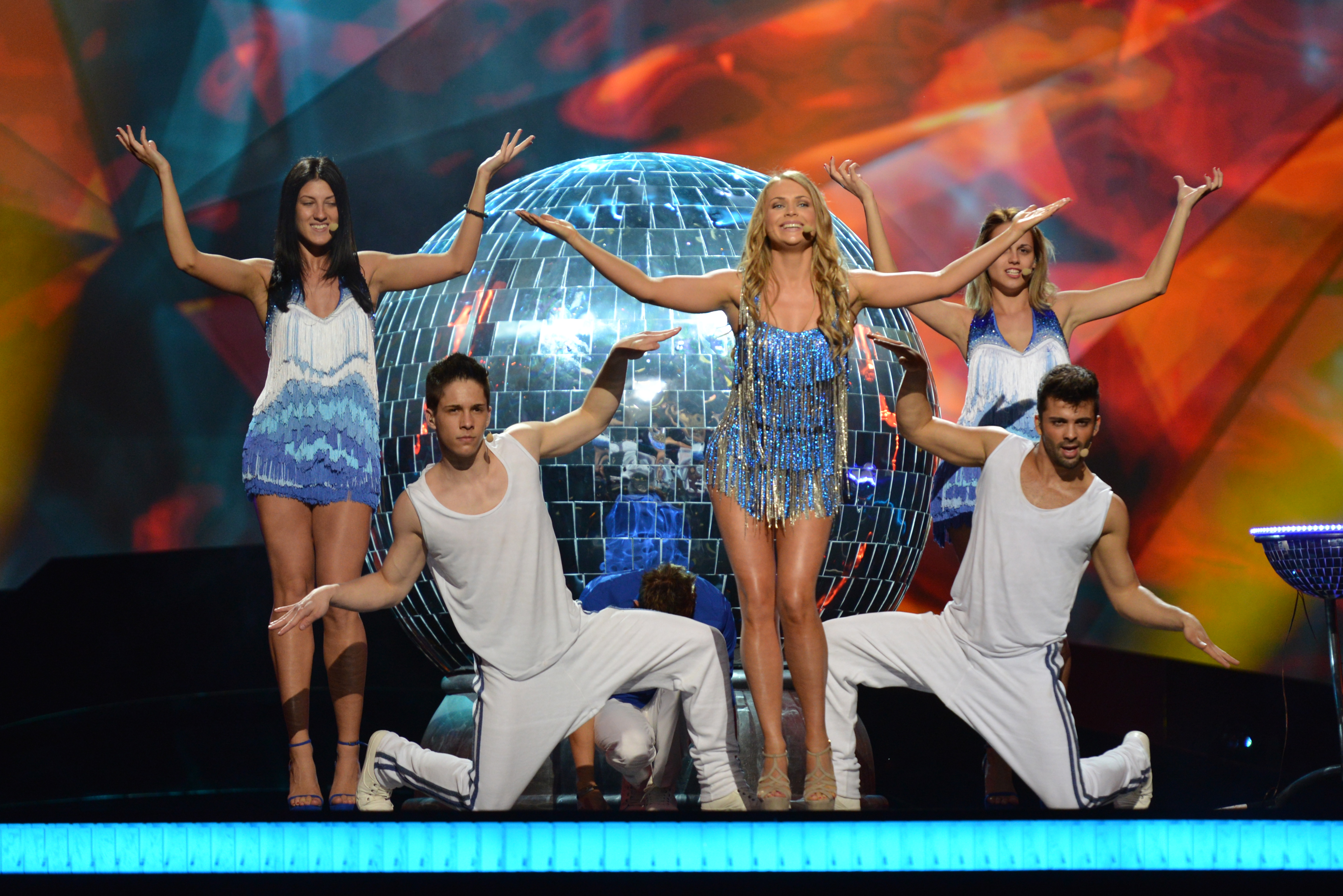
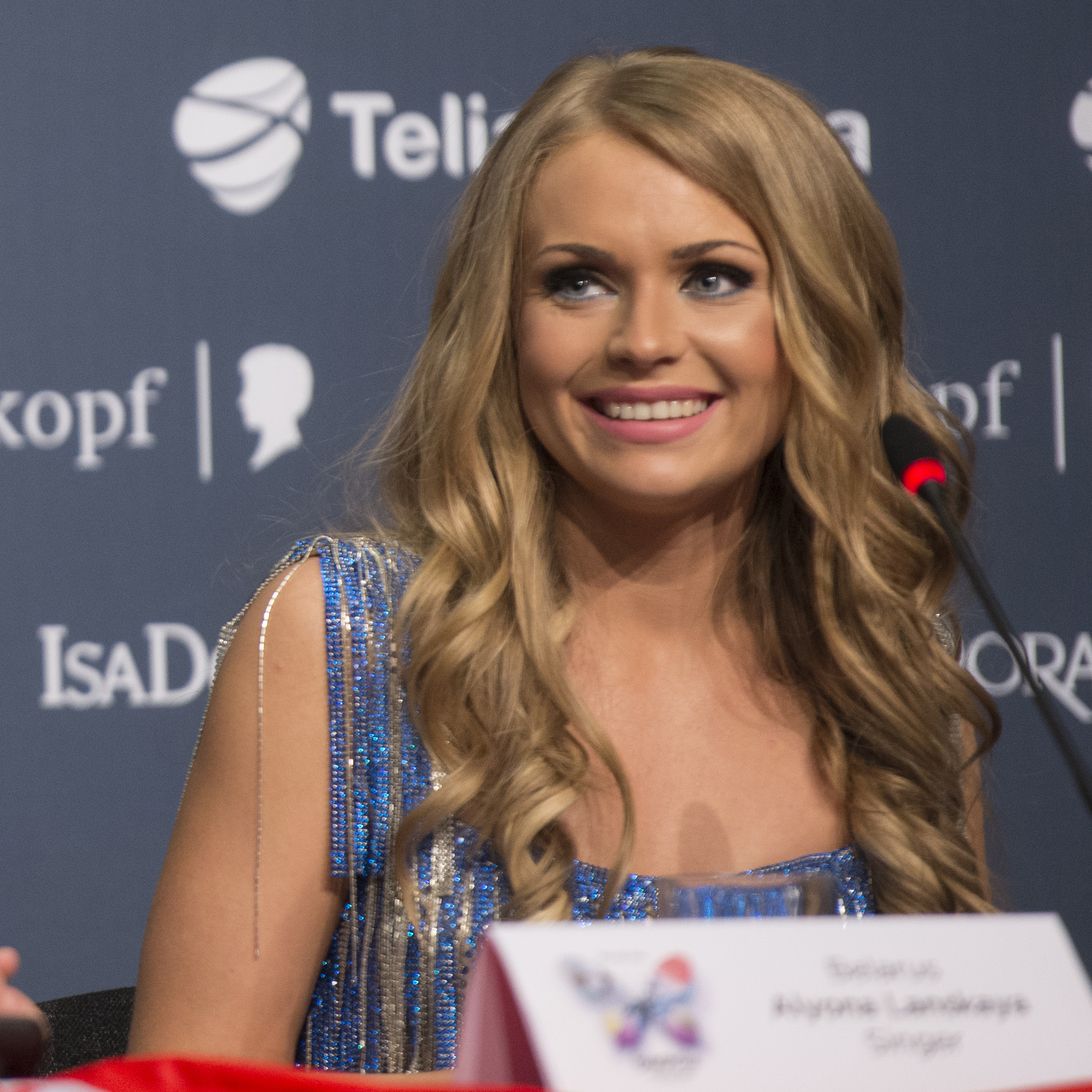